# Ratanda
Ratanda est un township de Heidelberg, situé dans la province de Gauteng en Afrique du Sud.
Fondée en 1955, sa population est de 36 102 habitants selon le recensement de 2011.